# Catherine Cittadini
Pour les articles homonymes, voir Sainte Catherine (homonymie) et Cittadini.
Catherine Cittadini (Bergame, 28 septembre 1801 - Somasca, 5 mai 1857) est une religieuse italienne, éducatrice, fondatrice des Ursulines de saint Jérôme et vénérée comme bienheureuse par l'Église catholique.

## Biographie
Elle naît à Bergame le 28 septembre 1801 de parents récemment arrivés en ville et originaire de Villa d'Almè.
Elle est baptisée le 30 septembre de la même  année à la cathédrale de Bergame. Plus tard, elle et sa sœur Judith, âgée de cinq ans, sont orphelines et sont accueillies à l'orphelinat Conventino de Bergame. Les deux petites filles considéreront Joseph Brena, le directeur de l'orphelinat, comme leur père et se tourneront vers lui pour trouver leur future vocation. Catherine reçut une éducation sévère qui contribuera à forger sa personnalité. La jeune fille est allée à l'école élémentaire où 
elle obtient de bons résultats, si bons que, avant même de sortir de l'orphelinat, elle obtient son diplôme d'enseignante en 1823. Elle est invitée par deux cousins prêtres, Jean et Antoine Cittadini, à venir s'installer à Calolziocorte et commence la même année à enseigner dans une école primaire du village voisin de Vercurago où elle ouvrit une école gratuite pour les filles pauvres.
À Somasca, un hameau de Vercurago, les Clercs réguliers de Somasque viennent d'obtenir la restauration officielle de leur congrégation le 17 août 1823 avec un renouveau de dévotion à saint Jérôme Emilien. Bientôt, les deux sœurs élargissent leur œuvre en créant un pensionnat pour accueillir en permanence les étudiantes qui souhaitent approfondir leurs études et devenir professeures. Elles pensent surtout aux petites filles qui vivent dans les endroits les plus éloignés et aux orphelines. En 1826, Don Antoine Cittadini achète pour ses cousines une maison située au centre de la ville de Somasca.
De nouvelles compagnes, Santa Rovaris et Maria Bianchi, rejoignent les sœurs dans leur travail, mais le 24 juillet 1840, Judith décède à l'âge de 37 ans. Le 27 août 1844, elles établissent une société qui présente déjà de nombreuses caractéristiques d'un institut religieux. Catherine écrit les constitutions religieuses du nouvel institut et les présente à l'évêque de Bergame entre 1854 et 1855, mais il les approuve sept mois après le décès de Mère Cittadini, survenu le 5 mai 1857. Son procès de béatification débute le 12 janvier 1979. Elle est reconnue vénérable le 17 décembre 1996 par Jean-Paul II et béatifiée par le même pape le 29 avril 2001.